# 許慶雄
許慶雄（1948年—），台灣政治學家、法學家、日本研究專家。

## 生平
1948年許慶雄生於高雄市，畢業於國立臺灣大學法學院政治學系；其後前往近畿大學專攻憲法學、國際法，取得法學碩士和法學博士學位。1986年回台灣任教淡江大學國際學院日本研究所，擔任副教授兼所長。長期支持台灣獨立運動，1990年12月參與創立台灣教授協會並擔任法律政治組召集人，1996年擔任建國黨政策委員會委員但未入黨，1997年擔任台灣共和國申請加入聯合國運動聯盟召集人。其有關台灣獨立運動的觀點獨特，抨擊中華民國是台灣、台灣正名運動、美屬台灣群島方案等理論都是希望「輕鬆快樂、偷偷摸摸來建國」的「撿便宜」心態，被稱為「獨派理論的唐吉訶德」。曾任國立政治大學國際關係研究中心特約研究員、台灣經濟研究院研究員、淡江大學日本政經研究所榮譽教授、淡江大學亞洲研究所日本組教授、台灣憲法學會理事長、國立空中大學社會科學系教授。2017年擔任民間全民電視公司節目《民視台灣學堂》之【台灣建國學】與【台灣憲法學】講師，2018年擔任《民視台灣學堂》副校長。
2009年10月25日，許慶雄在台灣教授協會「中華民國流亡台灣60年暨戰後台灣國際處境學術研討會」閉幕專題演講中說，「1995年、1996年我為《自由時報》寫社論時，說台灣是中國的叛亂地區；《自由時報》翻臉，讓我的名字自此從《自由時報》消失」。
2017年3月28日播出的《民視台灣學堂》中，許慶雄主講的〈台灣建國學〉推翻台灣地位未定論，又與同日國立政治大學臺灣史研究所教授薛化元主講的〈戰後初期的台灣〉介紹台灣地位未定論的結論不同，引發台派激烈爭辯，在網路遭到兩派網友夾殺批判。前民主進步黨立法委員戴振耀看了節目後說，許慶雄的論述非常顛覆他過去的堅持，「未定派」對許慶雄的指責使他看得「霧煞煞」，但「獨立建國是台灣人的歷史使命，這一代就應該要解決」。
2018年12月31日，許慶雄重申「台灣人搖著中華民國國旗吶喊，台灣插滿中華民國國旗，就是向全世界證明台灣是中國的一部分」，抨擊在2018年九合一選舉慘敗的民主進步黨「終於選擇向中華民國體制投降」。2020年1月13日，許慶雄披露，民視突然通知，自2019年11月29日起停止錄製〈台灣建國學〉與〈台灣憲法學〉。
2022年8月7日，國史館臉書粉絲專頁發表文章稱，許慶雄日前在國史館線上講堂的演講內容指出，聯合國與國際社會都認定中華民國已經由北京政府代表、繼承。文章引發爭議，中國國民黨質疑許慶雄演講內容是否為中華民國總統兼民主進步黨主席蔡英文意見。同日深夜，國史館館長陳儀深發出聲明稿表示，兩蔣時代的中華民國與李登輝以後的中華民國是「同名異物」，許慶雄演講當天他有當場表達不同意見，許慶雄演講內容不代表國史館主張。

## 外部連結
- 許慶雄の憲法私塾的Facebook專頁
- 淡江大學日本政經研究所 許慶雄個人資料 （页面存档备份，存于）